# MLS Cup 1998
De MLS Cup 1998 was de voetbal kampioenschapswedstrijd van het MLS Seizoen 1998. De wedstrijd werd gespeeld op 25 oktober 1998 in de Rose Bowl in Pasadena, Californië. Chicago Fire versloeg DC United met 2-0.
1996 · 1997 · 1998 · 1999 · 2000 · 2001 · 2002 · 2003 · 2004 · 2005 · 2006 · 2007 · 2008 · 2009 · 2010 · 2011 · 2012 · 2013 · 2014 · 2015 · 2016 · 2017 · 2018 · 2019